# Regulate
Regulate — ключевая композиция джи-фанка, записанная Warren G при участии Nate Dogg и вышедшая синглом летом 1994 года. Использовалась как музыкальная тема фильма «Над кольцом», позже вошла в альбом Warren G Regulate…G Funk Era.
В песне можно услышать семплы с песни Michael’а McDonald’а «I Keep Forgettin' (Every Time You’re Near)»., композиции Bob’а James’а «Sign of the Times» и «Let Me Ride» Доктора Дре.
В музыкальном клипе присутствуют сцены из фильма «Над кольцом». Также можно заметить Тупака Шакура.

## Слова песни
Warren G ночью разъезжал по Восточному побережью Long Beach, ища проституток. Он наткнулся на группу людей, играющих в кости. Он захотел присоединиться к ним, но они направили на него пушки и забрали все драгоценности. Думая, что он вот-вот умрёт, Уоррен говорит «if I had wings I would fly».
Между тем, Nate Dogg ищет его по всему Лонг-Бич. Он проезжает мимо машины, полной проституток, которые сказали ему, что их машина сломалась. Нэйт находит Уоррена и расстреливает грабителей. Они оба возвращаются к проституткам и уезжают вместе с ними в мотель..
В третьем куплете Warren G и Nate Dogg рассказывают про G funk.

## Состав сингла
Макси-сингл Regulate был выпущен лейблом Interscope, номер каталога 6544-95917-2 (CD). Был выпущен вместе с тремя другими песнями:
```
1."Regulate" - Warren G (совместно с Nate Dogg);
2."Pain" - 2Pac (совместно с Stretch);
3."Mi Monie Rite" - Lord G;
4."Loyal to the Game" - 2Pac (совместно с Treach и Riddler).
```

## Признание
| Год  | Категория                                      | Результат |
| ---- | ---------------------------------------------- | --------- |
| 1995 | MTV Movie Awards — Лучший саундтрек к фильму   | Номинация |
| 1995 | Грэмми за лучшее исполнение дуэтом или группой | Номинация |

Песня достигла второго места в Billboard Hot 100 и 8-е место в R&B/Hip-Hop chart.
Много лет спустя песня заняла 98 место на VH1’s 100 Greatest Songs of Hip Hop и 108-е место на Pitchfork Media’s Top 200 Tracks of the 90s..

## Ремиксы и каверы
- Jadakiss использовал бит в совестной с Nate Dogg’ом песне «Kiss Is Spittin'» из альбома Kiss tha Game Goodbye.
- Песня была использована в видеоигре DJ Hero 2, смешанная с песней Nelly’s Hot is Herre.